# Дарвин (бухта)
Дарвин (англ. Darwin Harbour) — бухта в северной части Австралии в акватории Тиморского моря, включающий в себя бухту Порт-Дарвин (англ. Port Darwin). Является естественной водной границей столицы Северной территории — города Дарвин.
Впадающие реки: Блэкмор, Элизабет.

## Название
Бухта названа в честь натуралиста Чарльза Дарвина, который вместе с Робертом Фицроем на бриг-шлюпе «Бигль» совершил плавание вокруг некоторых частей Австралии. Тем не менее, Дарвин и Фицрой во время своего плавания не приближались к бухте Дарвина ближе чем на 3000 морских миль и не знали о её существовании.

## Климат
Климат бухты Дарвина и близлежащего района муссонный тропический с двумя чётко выраженными сезонами: сухим и влажным. Сухой длится в течение 6 месяцев в период с апреля по сентябрь со средним количеством осадков 24 мм, в то время как влажный длится с октября по март, со среднемесячным количеством осадков 254 мм/мес (по данным Бюро метеорологии, 1999). Большая часть осадков выпадает в период с декабря по апрель. Стоки колеблются в пределах 250—1000 мм. Речные стоки являются относительно низкими за исключением рек Блэкмора и Элизабет. Пик потока для этих рек происходит в феврале, соответственно 605 Мл/сут и 389 Мл/сут, после чего медленно уменьшается до июля, когда пресная вода перестаёт поступать в бухту Дарвина до начала следующего сезона дождей (Padovan 1997). Частота циклонов низкая до умеренной.

## Океанография
Приливы в Порт-Дарвине макро-приливные с максимальным диапазоном прилива 7,8 м, в среднем диапазон 5,5 м и средней убывающем диапазоне 1,9 м (Padovan, 1997). Течения, вызванные этими приливами, являются сложными и сильными.
Бухта Дарвина представляет из себя затопленную морем приустьевую часть речной долины с типичными речными береговыми линиями и обширными мысами.
Водосбор гавани Дарвина занимает общую площадь около 3230 квадратных километров (1247 квадратных миль), из этого 2010 квадратных километров (776 квадратных миль) заняты сушей, оставшиеся 1220 квадратных километров (471 квадратных миль) являются устьевыми областями на максимуме воды.

## Геология
В основе литологии преобладают пермские алевролиты и песчаники.